# Fromelennes
 Fromelennes  es una población y comuna francesa, en la región de Champaña-Ardenas, departamento de Ardenas, en el distrito de Charleville-Mézières y cantón de Givet.

## Demografía
| 1258 | 1440 | 1452 | 1365 | 1241 | 1142 |
| Para los censos de 1962 a 1999 la población legal corresponde a la población sin duplicidades (Fuente: INSEE [Consultar]) |      |      |      |      |      |